# Луїза Мей Олкотт
Луї́за Мей Олкотт чи Елкотт (29 листопада 1832 — 6 березня 1888) — американська письменниця та феміністка. Авторка тетралогії романів «Маленькі жінки» (1868) , «Хороші дружини» (1869), «Маленькі чоловіки» (1871), «Хлопчики Джо» (1886) про дитинство та юність чотирьох сестер, базованої на власному досвіді дитинства. Романи численно перевидавалися та стали класикою книжок для дітей та підлітків. За їх мотивами робилися сценічні та кінопостановки. Ім'я письменниці та її твору стали брендами, що використовуються і досі, наприклад, для йменування ляльок.

## Ранні роки та початок творчої діяльності
Луїза була другою з чотирьох доньок суфражистки Еббі Мей та письменника-трансценденталіста Еймоса Бронсона Олкотта. Сім'я Олкоттів походила з Новоі Англії, але Луїза народилась у Філадельфії, штат Пенсильванія. Коли дівчинці було два роки, родина переїхала в Бостон, де Еймос Олкотт заснував експериментальну школу і приєднався до клубу трансценденталістів під головуванням Ральфа Волдо Емерсона і Генрі Девіда Торо. Після кількох невдач зі школою, Олкотти переїхали в Конкорд, Массачусетс, де приєднались до утопічного поселення «Fruitlands», заснованого трансценденталістами. Луїза отримувала освіту під керівництвом батька; значний вплив спрявляло на неї і коло батькових друзів: Емерсон, Торо, Натаніель Готорн, Маргарет Фуллер. Вона писала про це в есе «Transcendental Wild Oats», в 1876 році передрукованому в книзі «Silver Pitchers» про час, проведений Олкоттами в «Fruitlands».
Ставши старшою, Луїза Олкотт стала послідовницею аболіціонізму і фемінізму. Через скрутне положення родини вона рано почала працювати (гувернанткою, вчителькою, швеєю). З дитинства захоплюючись літературою, складала невеликі оповідання та казки, писала п'єси для домашнього театру. В 22 роки Луїза пише першу книгу «Байки про квіти» («Flower Fables»), в котру увійшли оповідання, створені для Еллен Емерсон, дочки Ральфа Волдо Емерсона.
В часи Громадянської війни служила медичною сестрою в воєнному шпиталі в Джорджтауні. В 1863 році в переробленому вигляді були видані її листи близьким зі шпиталю, — ця книга принесла першу, хоча й не надто широку, популярність.

## Здобуття популярності і подальше життя
В 1868 видається найбільш відома і популярна книга Олкотт — «Маленькі жінки» про дорослішання чотирьох дочок родини Марч: Мег (прообразом послужила старша сестра Луїзи Анна), Джо (автопортрет Луїзи), Бет (молодша сестра Елізабет) і Емі (наймолодша з сестер, Мей). Створена на прохання бостонського видавця Томаса Найлса написати «книгу для дівчаток». Успіх книги підштовхнув письменницю створити декілька пов'язаних з цим твором романів: продовження 1869 під назвою «Хороші дружини» про юність і шлюби сестер Марч; в 1871 видана також напів-автобіографічна «Маленькі чоловіки» про племінників письменниці; нарешті, в 1886 вийшла книга «Хлопці Джо». Крім того, багато з наступних оповідань і повістей Олкотт перекликатимуться з «Маленькими жінками».
На відміну від свого літературного альтер-его, Луїза Мей Олкотт ніколи не була в шлюбі.
В 1879, після смерті сестри Мей, письменниця взяла на виховання дворічну племінницю Луїзу Мей Нерікер (названу на честь тітки і навіть аналогічно прозвану родиною — Лулу).
Пізніше Олкотт стала активною борчинею за права жінок і була першою жінкою, що зареєструвалася для участі в виборах в Конкорді, Массачусетс.
Домінік Монсеррат вважає, що Луїза Мей Олкотт була першою, хто застосувала повністю сфорований сюжет про «прокляття мумії» в оповіданні «Загублені в піраміді, або Прокляття мумії» (1869), котре було забуто і увага до котрого знову проявилась і кінці 1990-х.
Незважаючи на погіршення здоров'я, Олкотт продовжувала писати до самої смерті. Померла вона в Бостоні 6 березня 1888 від наслідків тривалого отруєння ртуттю (через черевний тиф довгий час приймала каломель).
В честь Луїзи Олкотт названо кратер на Венері.

## Вибрані твори
- 1849 — Байки про квіти (Flower Fables)
- 1868 — Маленькі жінки
- 1869 — Гарні дружини
- 1870 — Старомодна дівчина (An Old Fashioned Girl)
- 1871 — Маленькі чоловіки[en]
- 1873 — Робота: Історія досвіду (Work: A Story of Experience)
- 1875 — Вісім кузин (Eight Cousins or The Aunt-Hill)
- 1886 — Хлопчики Джо[en]

## Переклади українською
- Луїза Мей Олкотт, Роберт Луїс Стівенсон. Викрадач тіл та інші загадкові історії / пер. з анг. Анна Нікіфорова-Вакалюк. — Т. : Навчальна книга — Богдан, 2019. — 136 с. — ISBN 978-966-10-5871-1.
- Луїза Мей Олкотт. Маленькі жінки / пер. з анг. Ірина Бондаренко. — Т. : Навчальна книга — Богдан, 2017. — 408 с. — ISBN 978-966-10-4981-8.
- Луїза Мей Олкотт. Маленькі жінки у 2-х частинах / пер. з анг. Богдана Носенок. — Х. : Фоліо, 2019. — 320, 331 с. — ISBN 978-966-03-8910-6, 978-966-03-8962-5.
- Луїза Мей Олкот. Маленькі чоловіки [Архівовано 5 серпня 2020 у Wayback Machine.] / пер. з англ. Христя Кунець. — Вид-во: «Свічадо [Архівовано 5 серпня 2020 у Wayback Machine.]», 2016. — С. 320. — ISBN 978-966-395-948-1.
- Луїза Мей Олкотт Хлопчики Джо [Архівовано 29 серпня 2021 у Wayback Machine.] / пер. з англ.Богдана Носенок. - Х. : Фоліо, 2020. - 364 ст. - ISBN: 978-966-03-9362-2

## Екранізації творів
- 1994 — Маленькі жінки
- 2019 — Маленькі жінки